# Peter Vail
Peter Robbins Vail (New York, 13 januari 1930 – 28 december 2024) was een Amerikaans geoloog en geofysicus die wereldwijd bekend is geworden door de door hem ontwikkelde sequentie stratigrafie (Engels: sequence stratigraphy). Hij bracht zijn theorieën samen tijdens zijn periode bij ExxonMobil in de late jaren 70 van de twintigste eeuw.

## Biografie
Vail ging naar school in New Hampshire en behaalde zijn Bachelor of Arts graad in 1952. Zijn master en promotie deed hij aan de Northwestern University in Illinois in 1956. In hetzelfde jaar startte hij zijn carrière bij Exxon (toen nog Esso). Vail bleef tot 1986 werken voor het bedrijf uit Texas. Hij trouwde met Carolyn in de jaren erna en kreeg met haar 3 kinderen. 
Omdat Peter Vail voornamelijk binnen de olie-industrie werkte, heeft hij minder wetenschappelijke publicaties op zijn naam staan dan veel van zijn collega-wetenschappers.
In 2005 ontving Peter Vail de Benjamin Franklin Medal van het Franklin Instituut voor Vails grote bijdrage aan de sequentie stratigrafie. In de jaren ervoor had hij al vele andere wetenschappelijke onderscheidingen ontvangen.
Peter R. Vail overleed in 2024 op 94-jarige leeftijd.